# Brachymeria burksi
Brachymeria burksi är en stekelart som beskrevs av Chhotani 1966. Brachymeria burksi ingår i släktet Brachymeria och familjen bredlårsteklar. Inga underarter finns listade.